# José Manuel Barreto
José Manuel Barreto  (Barreiro, 31 de dezembro de 1943 — Barreiro,13 de Fevereiro de 2019 ) foi um fadista português.

## Biografia
José Manuel Barreto nasceu no Barreiro, no dia 31 de Dezembro de 1943. 
A editora MBP lançou em 1988 o seu primeiro disco, "Amor Presente", com produção de Luís Pedro Fonseca. Pouco tempo depois começou a actuar como fadista profissional na casa "Nove e Tal" onde também cantavam Teresa Tarouca e Nuno da Câmara Pereira
Em 1995 grava os temas "O palhaço e "Carta a um doente" para a "Antologia do Mais Triste Fado" lançada pela editora Discossete. Em 2001 é editado o seu segundo disco a solo, "Fado de Santa Luzia", através da editora Strauss.
Participou no espectáculo de teatro "Sombras", com encenação de Ricardo Pais.
O seu terceiro disco "FADOS" foi editado em 2012 pela IPlay.
Morreu a 13 de fevereiro de 2019, aos 75 anos de idade, no Hospital do Barreiro, onde se encontrava internado desde o final de 2018.

## Reconhecimento
Foi uma das 50 figuras do fado e da guitarra portuguesa homenageadas, em 2012, aquando da celebração do primeiro aniversário do fado enquanto Património Imaterial da Humanidade, tendo nessa altura recebido a Medalha Municipal de Mérito (Grau Ouro), da cidade de Lisboa. 

## Discografia
Entre a sua discografia encontram-se: 
- Amor Presente (LP, MBP, 1988)
- Fado Sta Luzia (CD, Strauss, 2001)
- Fados (CD, Iplay, 2012)
- Antologia do Mais Triste Fado (1995)